# Augusto Chapdelaine
Augusto (Auguste) Chapdelaine (La Rochelle-Normande, 6 gennaio 1814 – Guangxi, 29 febbraio 1856) è stato un missionario francese appartenente alla Società per le missioni estere di Parigi. Martire in Cina, è stato canonizzato da Giovanni Paolo II il 1º ottobre 2000.

## Biografia
Nacque a La Rochelle-Normande, comune francese appartenente alla diocesi di Coutances, il 6 gennaio 1814. Intrapresa la carriera ecclesiastica, frequentò il seminario diocesano e fu ordinato sacerdote nel 1843, diventando parroco di Boucey. Nel 1851 passò al seminario-noviziato dell'Istituto delle Missioni Estere di Parigi, imbarcandosi poi ad Anversa il 29 aprile 1852, diretto alla missione della regione cinese del Guangxi. Si fermò inizialmente a Ta-Chan per imparare la lingua e ambientarsi. Dopo tre anni raggiunse Guangxi iniziando il suo apostolato, ma le autorità locali, ostili al cristianesimo, lo arrestarono il 25 febbraio 1856 insieme ad alcuni fedeli. Il 29 febbraio, dopo essere stato torturato, morì martire.

## Culto
Beatificato il 27 maggio 1900 da papa Leone XIII, è stato proclamato santo da papa Giovanni Paolo II il 1º ottobre 2000. La Chiesa lo ricorda il 28 febbraio (il 29 negli anni bisestili).